# Amarkend
Amarkend är en ort i Azerbajdzjan.   Den ligger i distriktet Jardymly, i den södra delen av landet, 220 kilometer sydväst om huvudstaden Baku. Amarkend ligger 866 meter över havet och antalet invånare är 722.
Terrängen runt Amarkend är kuperad norrut, men söderut är den bergig. Närmaste större samhälle är Yardımlı, 5,6 kilometer nordväst om Amarkend. 
Trakten runt Amarkend består till största delen av jordbruksmark. Runt Amarkend är det ganska tätbefolkat, med 60 invånare per kvadratkilometer.